# Hijamovo párování
Hijamovo párování je název křížové párovací reakce organosilanů s organohalogenidy, katalyzovaná palladiem, upoužívaná v&nbso;organické chemii na tvorbu vazeb uhlík–uhlík (C-C). Objevili ji Tamedžiro Hijama a Jasuo Hatanaka v roce 1988 jako způsob chemo- a regioselektivní tvorby těchto vazeb.
Hijamovo párování bylo zapojeno do syntéz mnoha různých přírodních látek.
{\displaystyle {\begin{matrix}{}\\{\ce {{R-SiR''_{3}}+R'-X->[\mathrm {F^{-}} ][{\text{Pd cat.}}]R-R'}}\end{matrix}}}
- {\displaystyle {\ce {R}}}: aryl, alkenyl nebo alkynyl
- {\displaystyle {\ce {R'}}}: aryl, alkenyl, alkynyl nebo alkyl
- {\displaystyle {\ce {R''}}}: Cl, F nebo alkyl
- {\displaystyle {\ce {X}}}: Cl, Br, I nebo OTf

## Historie

Párování organokřemičitých sloučenin předznamenalo rozvoj Hijamova párování

Hijamovo párování bylo vyvinuto za účelem překonat obtíže spojené s jinými organokovovými reaktanty. Původně reakce organokřemičitých sloučenin popsal M. Kumada, konkrétně šlo o reakci, v níž byly použity organofluorokřemičitany.
Následně Hijama objevil organosilany a po aktivaci zdroje fluoridových iontů proběhla reakce.
Tato reaktivita v kombinaci se solemi palladia vytváří vazby C-C na elektrofilním uhlíku. Ve srovnání s jinými organokovovými sloučeninami, jako jsou organohořečnaté (Grignardova činidla) a organomědné reaktanty, jež jsou značně reaktivní a mají nízkou chemoselektivitu a mohou tak zničit funkční skupiny na obou párovaných sloučeninách, jsou organokřemičité sloučeniny neaktivní. Činidla využívající kovy a polokovy, jako jsou zinek, cín a bor, mají nižší reaktivitu, objevují se u nich ovšem jiné potíže. Organozinečnatá činidla jsou citlivá na vlhkost, organocínové sloučeniny jsou toxické a organoboritá vykazují špatnou dostupnost, jsou nákladné a často nestálé. Organosilany mají dobrou dostupnost, po aktivaci (podobně jako u organocínových a organoboritých sloučenin) fluoridem nebo zásadou mohou reagovat s organohalogenidy za chemoselektivního i regioselektivního vzniku vazeb C-C. Nejprve byla popsána párování snadno vytvořitelných (a aktivovatelných) organokřemičitých nukleofilů a organohalogenidových elektrofilů za přítomnosti palladiových katalyzátorů. Od tohoto objevu bylo využití reakce rozšířeno na další skupiny a vyřešeny byly problémy související s prvními variantami, jako je potřeba aktivace organosilanu fluoridem.

## Mechanismus
Organosilan je aktivován fluoridem (solí jako je tetra-n-butylmmoniumfluorid (TBAF) nebo TASF) či zásadou, čímž vzniká pětivazné křemíkové centrum, jež je dostatečně nestálé, aby došlo k rozštěpení vazby C-Si během transmetalačního kroku. Níže je zobrazeno obecné schéma tvorby tohoto meziproduktu. Tento krok probíhá současně s katalytickým cyklem.
Mechanismus Hijamova párování zahrnuje katalytický cyklus, skládající se z těchto částí: A) oxidační adice, kde se organohalogenid naváže na palladium a zoxiduje jej z Pd0 na Pd2; B) transmetalace, při níž zaniká vazba C-Si a druhý uhlíkatý fragment se naváže na palladium; a C), což je redukční eliminace, kde se utvoří vazba C- a palladium je zredukováno zpět na Pd0, čímž dojde k obnově katalyzátoru.
Katalytický cyklu je zobrazen na tomto obrázku:

## Rozsah a omezení

### Rozsah
Hijamovo párování může být použito na tvorbu vazeb Csp2-Csp2 (například aryl–aryl) i Csp2-Csp3 (například aryl–alkyl). Dobré výtěžnosti byly získány při párování arylhalogenidů, vinylhalogenidů a allylhalogenidů; nejlepší se objevovaly při použití organojodidů.
Scott E. Denmark rozšířil možnosti reakce na uzavírání středně velkých kruhů.

Využití Hijamova párování při uzavírání kruhů

Párování alkylhalogenidů lze provést s organohalosilany namísto organosilanů. Organochlorsilany se mohou párovat s arylchloridy, které jsou obecně levnější než aryljodidy.
S katalyzátory založenými na niklu je možné provést nové druhy reakcí organotrifluorsilanů.
Sekundární alkylhalogenidy reagují s arylsilany při vysokých výtěžnostech.

### Omezení
Hijamovo párování je omezeno nutností aktivovat organokřemičité činidlo pomocí fluoridu. Přidání fluoridu rozštěpí všechny chránicí skupiny ochraňující křemík, jako jsou silylethery,) v organické syntéze poměrně často používané. Fluoridový ion je také zásaditý, a tak může mít vliv na citlivé chránicí skupiny, kyselé protony i různé funkční skupiny. Většina výzkumu této reakce se zaměřuje na vypořádání se s těmito potížemi; za tímto účelem byla vyzkoušena řada různých skupin, zásaditých aktivátorů i organosilanů, čímž vzniklo několik variant Hijamova párování.

## Varianty
Jedna z obměn Hijamova párování využívá silacyklobutanový kruh a hydratovaný zdroj fluoridu.
Tento postup je založený na alkoxysilanech a organosilanolech namísto alkylsilanů. Mechanismus této reakce, využívající zdroj fluoridu, umožnil vývoj dalších variant bez použití zdroje fluoridu.

Předpokládaný přechodný stav Denmarkovy varianty Hijamova párování silacyklobutanů

### Bezfluoridové Hijamovy reakce

Hijamovo párování s měďným kokatalyzátorem

Bylo vyvinuto několik obměn Hijamova párování, které nevyžadují aktivaci fluoridu. S využitím organochlorsilanů je možné provést párování s hydroxidem sodným (NaOH) jako zásaditým aktivátorem.
Byly popsány obměny používající alkoxysilany s mírnějšími zásadami, jako je NaOH, či dokonce voda.
Studium těchto mechanismů vedlo k rozvoji Hijamových–Denmarkových reakcí, ve kterých se používají organosilanoly.

Hijamovo párování za použití NaOH

Další skupinu bezfluoridových Hijamových reakcí představují ty, do kterých se zapojují Lewisovy kyseliny se zásadami, jako jsou fosforečnan draselný (K3PO4), či reakce prováděné bez přítomnosti zásad.
Přidáním měděného katalyzátoru lze rovněž umožnit použití mírnějšího aktivačního činidla, dokonce je možné provést reakce, v nichž se vyskytují PdII a CuI, i bez stechiometrických množství Lewisových kyselin (například stříbrných, či měďných solí).

### Hijamovo–Denmarkovo párování
Hijamovo–Denmarkovo párování je obměněná podoba Hijamova párování, která pro aktivaci organosilanolů a organohalogenidů nevyžaduje přítomnost fluoridů. Níže je zobrazen obecný průběh reakce, jenž znázorňuje využití Brønstedovy zásady jako aktivačního činidla; na kovové centrum jsou navázány fosfinové ligandy.
Na následujícím obrázku je vyobrazen příklad této reakce. Při použití fluoridu by terc-butyldimethylsilylether pravděpodobně byl zničen.

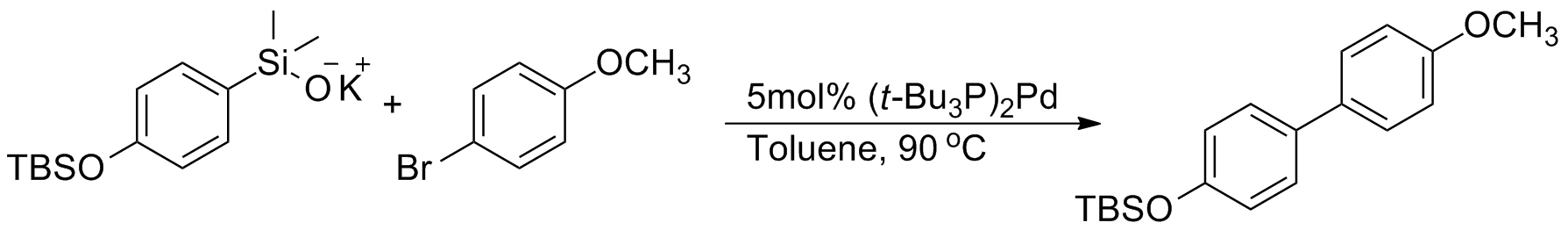
Hijamovo–Denmarkovo párování silanolu bez použití fluoridu

#### Mechanismus
Zkoumáním mechanismu Hijamovy–Denmarkovy párovací reakce bylo zjištěno, že tvorba silonátu dostačuje k aktivaci adice organosilanu na palladiové centrum. Přítomnost pětivazného křemíku není nutná a závislost rychlosti reakce na koncentraci silonátu odpovídá prvního řádu. protože při tvorbě vazby Pd-O, která má podstatný význam pro transmetalační krok, se tím umožňuje přesun uhlíkatého fragmentu na palladiové centrum. Na základě těchto pozorování se předpokládá, že krokem určujícím rychlost reakce je zde tvorba vazby Pd-O, kde zvýšení koncentrace silonátu reakci urychluje.